# Michael R. Douglas
Michael R. Douglas (Baton Rouge, 19 de novembro de 1961) e um físico estadunidense, que trabalha com teoria das cordas.
Filho do matemático Ronald George Douglas. Estudou física na Universidade Harvard, onde obteve um bacharelado em 1983, com um doutorado em 1988 no Instituto de Tecnologia da Califórnia, orientado por John Henry Schwarz. No pós-doutorado esteve em 1988/1989 na Universidade de Chicago, e depois com Daniel Friedan e Stephen Shenker na Universidade Rutgers, onde foi professor assistente e em 1995 professor associado. Em 1990 foi pesquisador convidado na École normale supérieure e no Artificial Intelligence Laboratory do Instituto de Tecnologia de Massachusetts (MIT). No MIT trabalhou na equipe de Gerald Jay Sussman na construção de um computador especial para o cálculos em mecânica celeste (Digital Orrery).
Recebeu o Prêmio Sackler de física. Foi palestrante convidado do Congresso Internacional de Matemáticos em Pequim (2002: Dirichlet branes, homological mirror symmetry and stability).